# Dysdera bandamae
Dysdera bandamae este o specie de păianjeni din genul Dysdera, familia Dysderidae, descrisă de Schmidt, 1973.
Este endemică în Insulele Canare. Conform Catalogue of Life specia Dysdera bandamae nu are subspecii cunoscute.